# Строков, Валерий Алексеевич
Валерий Алексеевич Строков (11 января 1964) — советский и российский футболист, полузащитник. Сыграл более 300 матчей за клуб «Светотехника» (Саранск).

## Биография
Начинал заниматься футболом в команде «Локомотив» (Рузаевка), первый тренер — Владимир Иванович Царёв. В этой же команде дебютировал на взрослом уровне в соревнованиях КФК.
В 1980 году перешёл в команду мастеров «Светотехника» (Саранск), игравшую во второй лиге, и выступал за неё следующие пять сезонов. В 1984 году был призван на военную службу, которую проходил в куйбышевском СКА. В 1986 году вернулся в саранский клуб, а с 1988 года в течение трёх сезонов играл за ижевский «Зенит». С 1991 года до конца профессиональной карьеры снова играл за «Светотехнику». Два сезона (1992—1993) провёл со своим клубом в первой лиге России, сыграл там 60 матчей и забил один гол. Четвертьфиналист Кубка России 1992/93.
После завершения профессиональной карьеры несколько лет играл на любительском уровне за команду из Рузаевки. Позднее работал в органах внутренних дел и участвовал в ведомственных динамовских соревнованиях. Победитель первенства Приволжского федерального округа среди команд силовых структур.
Всего за карьеру сыграл на уровне профессионалов (мастеров) в первенствах СССР и России 421 матч и забил 10 голов, из них за саранскую «Светотехнику» — 319 матчей и 2 гола. Является одним из лидеров в истории клуба (ныне — ФК «Мордовия») по числу сыгранных матчей.

## Личная жизнь
Женат, двое сыновей — Алексей и Александр. Алексей в юности занимался пауэрлифтингом, а Александр — футболом, играл за молодёжный состав «Мордовии».